# Comuni d'Italia (U)
Questa pagina contiene l'elenco dei comuni italiani il cui nome inizia con la lettera U.
Per ogni comune vengono indicate la provincia e la regione di appartenenza.
| Comune             | Provincia             | Regione               |
| ------------------ | --------------------- | --------------------- |
| Ubiale Clanezzo    | Bergamo               | Lombardia             |
| Uboldo             | Varese                | Lombardia             |
| Ucria              | Messina               | Sicilia               |
| Udine              | Udine                 | Friuli-Venezia Giulia |
| Ugento             | Lecce                 | Puglia                |
| Uggiano la Chiesa  | Lecce                 | Puglia                |
| Uggiate con Ronago | Como                  | Lombardia             |
| Ula Tirso          | Oristano              | Sardegna              |
| Ulassai            | Nuoro                 | Sardegna              |
| Ultimo             | Bolzano               | Trentino-Alto Adige   |
| Umbertide          | Perugia               | Umbria                |
| Umbriatico         | Crotone               | Calabria              |
| Urago d'Oglio      | Brescia               | Lombardia             |
| Uras               | Oristano              | Sardegna              |
| Urbana             | Padova                | Veneto                |
| Urbania            | Pesaro e Urbino       | Marche                |
| Urbe               | Savona                | Liguria               |
| Urbino             | Pesaro e Urbino       | Marche                |
| Urbisaglia         | Macerata              | Marche                |
| Urgnano            | Bergamo               | Lombardia             |
| Uri                | Sassari               | Sardegna              |
| Ururi              | Campobasso            | Molise                |
| Urzulei            | Nuoro                 | Sardegna              |
| Uscio              | Genova                | Liguria               |
| Usellus            | Oristano              | Sardegna              |
| Usini              | Sassari               | Sardegna              |
| Usmate Velate      | Monza e della Brianza | Lombardia             |
| Ussana             | Sud Sardegna          | Sardegna              |
| Ussaramanna        | Sud Sardegna          | Sardegna              |
| Ussassai           | Nuoro                 | Sardegna              |
| Usseaux            | Torino                | Piemonte              |
| Usseglio           | Torino                | Piemonte              |
| Ussita             | Macerata              | Marche                |
| Ustica             | Palermo               | Sicilia               |
| Uta                | Cagliari              | Sardegna              |
| Uzzano             | Pistoia               | Toscana               |